# Ronaldão
Ronaldão, pseudonimo di Ronaldo Rodrigues de Jesus (San Paolo, 19 giugno 1965), è un ex calciatore brasiliano, campione del mondo con la nazionale brasiliana nel 1994.

## Carriera

### Club
Inizia la carriera nella piccola società del Rio Preto dello Stato di San Paolo, nel 1985. Nel 1986 arriva ai giganti del San Paolo, rimanendoci fino al 1994, trasferendosi prima del mondiale statunitense in Giappone, allo Shimizu S-Pulse, restandoci fino al 1995, tornando l'anno successivo in Brasile, nel Flamengo. Nella stagione 1997-'98 torna nel suo Stato d'origine, quello di San Paolo al Santos. Nel 1998 passa brevemente al Coritiba prima di chiudere la carriera al Ponte Preta, nel 2002.

### Nazionale
Ha fatto parte della rosa della sua nazionale, vincendo i Mondiali del 1994 negli Stati Uniti. In totale ha giocato 14 partite andando a segno 3 volte.

## Palmarès

### Club

#### Competizioni statali
- Campionato paulista: 4

San Paolo: 1987, 1989, 1991, 1992
- Campionato Carioca: 1

Flamengo: 1996
- Torneo Rio-San Paolo: 1

Santos: 1997

#### Competizioni nazionali
- Campionato brasiliano: 2

San Paolo: 1986, 1991

#### Competizioni internazionali
- Coppa Libertadores: 2

San Paolo: 1992, 1993
- Coppa Intercontinentale: 2

San Paolo: 1992, 1993
- Recopa Sudamericana: 2

San Paolo: 1993, 1994
- Supercoppa Sudamericana: 1

San Paolo: 1993
- Copa de Oro: 1

Flamengo: 1996

### Nazionale
- Campionato mondiale: 1

Stati Uniti 1994